# Copidognathus punctatissimus
Copidognathus punctatissimus is een mijtensoort uit de familie van de Halacaridae. De wetenschappelijke naam van de soort is voor het eerst geldig gepubliceerd in 1919 door Gimbel.